# Александър Кошка
Александър Костов Кошка (на арумънски: Alexandar Coshca) е румънски офицер и български революционер, войвода на Вътрешната македоно-одринска революционна организация.

## Биография
Кошка е роден в битолското село Гопеш и по произход е влах. Завършва Румънския лицей в Битоля, а след това учи медицина в румънската столица Букурещ, където организира арумънски комитет за въоръжена борба в Македония заедно с Щерьо Апостолина.
В 1902 година се завръща в Македония и се включва в редовете на ВМОРО. В 1903 година е в четата на Парашкев Цветков. Участва в Илинденското въстание като войвода в Пелистер. След въстанието организира влашките села в Битолско и Пинд. През април 1907 година влиза в Македония по каналите на ВМОРО заедно с четниците Мита Гега от Гопеш, Стерьо Доменику, Ташку Шарку, Алексо Нане и Насто Стоянов от Крушево, Ташку Х. Голи от Маловища и Никола Мона от Влахоклисура. Загива с още четирима свои четници в 1907 година между селата Сливница и Курбиново, Ресенско. При претърсването на трупа му турските власти намират списъци с доверени лица от района и войводски печат с надпис „Главен войвода на македоно-румънските чети“.
| Чета на Александър Кошка, 1907 година | Чета на Александър Кошка, 1907 година | Чета на Александър Кошка, 1907 година | Чета на Александър Кошка, 1907 година | Чета на Александър Кошка, 1907 година |
| Номер                                 | Име                                   | Селище                                | Околия                                | Забележка                             |
| ------------------------------------- | ------------------------------------- | ------------------------------------- | ------------------------------------- | ------------------------------------- |
| 1.                                    | Александър Кошка                      | Гопеш                                 | Битолска                              |                                       |
| 2.                                    | Стерьо Апостолина                     | Периволи                              | Гревенска                             |                                       |
| 3.                                    | Наки Апостолина                       | Периволи                              | Гревенска                             |                                       |
| 4.                                    | Миха Фуска                            | Периволи                              | Гревенска                             |                                       |
| 5.                                    | Симо Края                             | Самарина                              | Гревенска                             |                                       |
| 6.                                    | Стерьо Ниди                           | Периволи                              | Гревенска                             |                                       |
| 7.                                    | Ташко Х. Голи                         | Маловища                              | Битолска                              |                                       |
| 8.                                    | Стерьо Доменику                       | Крушево                               | Битолска                              |                                       |
| 9.                                    | Ташку Шарку                           | Крушево                               | Битолска                              |                                       |
| 10.                                   | Алексо Нане                           | Крушево                               | Битолска                              |                                       |
| 11.                                   | Никола Мона                           | Клисура                               | Костурска                             |                                       |
| 12.                                   | Мита Лега                             | Гопеш                                 | Битолска                              |                                       |
| 13.                                   | Насту Стоян                           | Крушево                               | Битолска                              | [ 7 ]                                 |

Васил Балевски казва за Александър Кошка:
| „ | Власите бяха към нашата организация, комитетите им беха се споразумели централно. Войвода им беше Александър Кошка, отличен човек. | “ |

- Четите на Александър Кошка (легнал вдясно) и Щерьо Апостолина
- Трупът на убития Кошка
- Портрет
- С другари